# Скандал с договорным матчем в Англии (1915)
Скандал с договорным матчем в Англии 1915 года, также известный как скандал Великой пятницы (англ. The Good Friday scandal) произошёл после игры Первого дивизиона Футбольной лиги между «Манчестер Юнайтед» и «Ливерпулем» на «Олд Траффорд» 2 апреля (Великая пятница) 1915 года. Матч был договорным в пользу «Манчестер Юнайтед». Игроки обоих клубов сделали букмекерские ставки на заранее обговорённый результат, надеясь выиграть деньги.

## Предыстория
В сезоне 1914/15 «Манчестер Юнайтед» боролся за выживание в высшем дивизионе и к концу сезона ему нужны были очки для того, чтобы не выбыть во Второй дивизион. «Ливерпуль» находился в середине турнирной таблицы Первого дивизиона и в очках не нуждался. Кроме того, к тому моменту уже велась Первая мировая война. К концу марта 1915 года было понятно, что все официальные футбольные турниры в Англии после завершения сезона будут приостановлены на неопределённый срок, что должно было повлечь безработицу и отсутствие средств к существованию у профессиональных футболистов.

## Матч
2 апреля 1915 года «Манчестер Юнайтед» выиграл у «Ливерпуля» со счётом 2:0, оба гола забил Джордж Андерсон. Судья и некоторые наблюдатели заметили, что «Ливерпуль» играл слишком расслабленно, не прилагая усилий. Также в матче был нереализованный пенальти, когда при счёте 1:0 в пользу «Юнайтед» после нарушения правил Бобом Перселлом Патрик О’Коннелл промахнулся в ворота «Ливерпуля». Несмотря на то, что О’Коннелл пробил сильно мимо ворот (почти в сторону углового флажка), он не сильно расстроился, а наоборот, смеялся, будучи уверенным, что его команда сможет забить ещё. Действительно, уже во втором тайме «Юнайтед» забил второй гол, после чего ни одна из команд не пыталась изменить счёт. По некоторым данным, в матче был назначен ещё один пенальти, уже в ворота «Юнайтед», который не забил Джеки Шелдон, однако в большинстве источников упоминания о втором пенальти нет.
Зрителям, присутствовавшим на «Олд Траффорд», игра не понравилась даже несмотря на то, что хозяева вели в счёте и в итоге одержали победу: на протяжении матча с трибун слышался свист. Главный тренер «Манчестер Юнайтед» Джек Робсон ушёл со стадиона ещё до окончания игры, недовольный происходящим на поле.
| 2 апреля 1915 1 дивизион. 31 тур | Манчестер Юнайтед | 2:0     | Ливерпуль | Манчестер                                          |
| 15:30 BST | Андерсон 40′ 75′  | (отчёт) |           | Стадион: Олд Траффорд Зрителей: 12 000 Судья: Шарп |
| Манчестер Юнайтед: Бобби Бил (вр), Джон Ходж, Уолтер Спрэтт, Джеймс Монтгомери, Патрик О’Коннелл (к), Джозеф Хейвуд, Билли Мередит, Артур Поттс, Джордж Андерсон, Инок Уэст, Джо Нортон Ливерпуль: Элайша Скотт (вр), Эфраим Лонгуорт (к), Боб Перселл, Том Фэрфол, Фил Брэтли, Дональд Мэкинлей, Джеки Шелдон, Билли Бэнкс, Фред Пэгнем, Том Миллер, Джимми Николл |                   |         |           |                                                    |

## Расследование
После матча стало известно, что крупные суммы денег были поставлены на победу «Юнайтед» со счётом 2:0 (с коэффициентом 7 к 1 или 8 к 1). Букмекеры заморозили выплаты выигрышей по этой игре и сообщили, что заплатят £50 за информацию, которая сможет помочь в расследовании. Футбольная ассоциация Англии провела собственное расследование и обнаружила факт сговора футболистов обеих команд. Было установлено, что в сговоре участвовали: Сэнди Тернбулл, Артур Уолли и Инок Уэст со стороны «Манчестер Юнайтед» и Джеки Шелдон, Том Миллер, Боб Перселл и Томас Фэрфол со стороны «Ливерпуля». Шелдон, ранее игравший за «Юнайтед», был признан главным организатором сговора.
Примечательно, что из «заговорщиков» в самом матче сыграли все четверо игроков «Ливерпуля» и лишь один игрок «Юнайтед» (Уэст). Тернбулл и Уолли в матче не сыграли.
Некоторые футболисты, включая Фрэда Пэгнема из «Ливерпуля» и Джорджа Андерсона из «Манчестер Юнайтед», отказались принимать участие в сговоре. Пэгнем угрожал забить гол, чтобы испортить результат, и в концовке матча пробил в перекладину, что вызвало возмущение его одноклубников.
Во время расследования Пэгнем дал свидетельские показания, в которых сообщил, что перед игрой к нему подошёл Джеки Шелдон и предложил £3 за участие в сговоре, но Пэгнем отказался. Игрок «Манчестер Юнайтед» Билли Мередит, который был центральной фигурой в коррупционном скандале 1905 года, отрицал своё участие в сговоре, но признался, что заподозрил неладное, когда во время игры никто не отдавал ему пас.

## Наказание
27 декабря 1915 года все семеро футболистов, признанных виновными в участии в заговоре с целью заработка денег, были пожизненно дисквалифицированы. По некоторым данным, участников было больше: в заговоре также участвовали Лоуренс Кук, футболист «Стокпорт Каунти» (он также получил пожизненную дисквалификацию), и Фред Хауард из «Манчестер Сити».
Футбольная ассоциация Англии пришла к выводу, что сговор был инициирован игроками без участия руководства их клубов, поэтому клубы не получили штрафов и снятия очков.

## Последствия
Инок Уэст категорически протестовал против своей дисквалификации, заявив о своей невиновности, и даже подал иск о клевете. Однако он дважды проиграл в суде, после чего играл в Ирландии под вымышленным именем, был раскрыт и вновь дисквалифицирован.
Сама по себе дисквалификация не имела немедленного эффекта, так как к моменту её вынесения официальные футбольные соревнования в Англии были приостановлены в связи с войной. Также дисквалификация не распространялась на Шотландию (четверо из семи футболистов были шотландцами), поэтому теоретически футболисты могли продолжить играть в Шотландии, однако и там все соревнования также были отменены в связи с войной.
Футбольная ассоциация Англии объявила, что пожизненная дисквалификация футболистов может быть отменена, если они вступят в ряды Британской армии и примут участие в боевых действиях в войне. Все, кроме Инока Уэста, согласились.
Сэнди Тернбулл был убит 3 мая 1917 год в битве при Аррасе. Артур Уолли был серьёзно ранен в битве при Пашендейле, но выжил и даже продолжил играть в футбол после войны.
В 1919 году со всех участников сговора, кроме Уэста, пожизненная дисквалификация была снята (с Сэнди Тернбулла — посмертно).
Официальные турниры в Англии возобновились в сезоне 1919/20. Продолжили играть трое игроков «Ливерпуля» (Шелдон, Миллер и Перселл) и один игрок «Юнайтед» (Уолли). Фэрфол завершил карьеру. Уэсту сняли дисквалификацию лишь в 1945 году, когда ему было 59 лет.
Хотя мотив заговорщиков был сугубо финансовым, а не турнирным, те два очка, что «Юнайтед» заработал в матче против «Ливерпуля», позволили команде занять 18-е место и избежать выбывания во Второй дивизион, опередив занявший 19-е место «Челси» на одно очко. «Челси» номинально выбыл из Первого дивизиона, однако ещё до начала сезона 1919/20 Футбольная лига расширила Первый дивизион с 20 до 22 команд, поэтому лондонский клуб остался в высшей лиге.